# Uhud

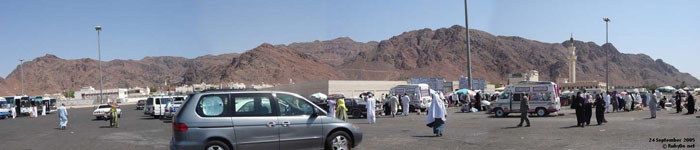
Uhud

Uhud is de naam van een berg bij Medina in Saoedi-Arabië. Verder is Uhud ook de naam van een klein dorpje (dat tegenwoordig deel uitmaakt van Medina) waar de Slag bij Uhud heeft plaatsgevonden. De plaats waar deze slag heeft plaatsgevonden wordt tegenwoordig veel bezocht door moslims die tijdens hun bedevaart de islamitische heilige plaats Medina bezoeken. 
In het dorp Uhud wordt de begraafplaats waar de sahaba van de profeet Mohammed liggen begraven die tijdens de slag bij Uhud zijn omgekomen. Ook Hamza ibn Abd al-Muttalib, de oom van de profeet Mohammed ligt hier begraven.